# Nöbbele kyrka
Nöbbele kyrka är en kyrkobyggnad i Växjö stift. Den är församlingskyrka i Ingelstads församling.

## Kyrkobyggnaden
Det har funnits en kyrka på platsen ända sedan 1100-talet. Den gamla  kyrkan i Nöbbele utgjordes troligen av en romansk stenkyrka med klockstapel.
Under 1800-talet ökade befolkningen i socknen och med det behovet av en större kyrkobyggnad. Den gamla romanska stenkyrkan dömdes ut såsom ”bristfällig och otillräcklig” år 1821. Tre år senare fattades beslut om att bygga en ny kyrka. Den nya kyrkan uppfördes på samma plats som den gamla 1826-29 efter ritning utarbetad vid  Överintendentsämbetet. Ansvarig för byggnadsarbetena var byggmästare Swensson, Växjö. Invigningen ägde rum på pingstdagen 1832. Eftersom biskop Esaias Tegnér på grund av sjukdom var förhindrad att närvara förrättades invigningen av domprosten Christopher Isac Heurlin.
Kyrkan är uppförd av sten, putsad och vitkalkad i empirestil. Tornet  med huvudingången är orienterad i väst och kröns av en sluten lanternin med tornur. Det breda långhuset avslutas  med en korvägg samt en fyrsidig  sakristia i öster. Kyrkorummet av salkyrkotyp  med  sitt  tunnvalv  är relativt oförändrad  med  ursprunglig inredning.
Nöbbele kyrka renoverades utvändigt 1991 och invändigt 1997.

## Inventarier
- Dopfunt från 1800-talet.
- Altartavla med motiv: "Nattvardens instiftelse". Utförd 1830  av  Salomon Andersson.
- Predikstol  rundformad rikt förgylld med ljudtak.
- Krucifixmed medeltida Kristusbild.Korset tillverkat 1701 av bildhuggaren M.J.Mattisson från Tegnaby.
- Tre Begravningsvapen i kyrkorummet.
- Bänkinredningen är från kyrkan tillkomst som dock på vanligt sätt moderniserats.
- Orgelläktare med utsvängt mittstycke prydd med lyra och flöjter.

## Bildgalleri

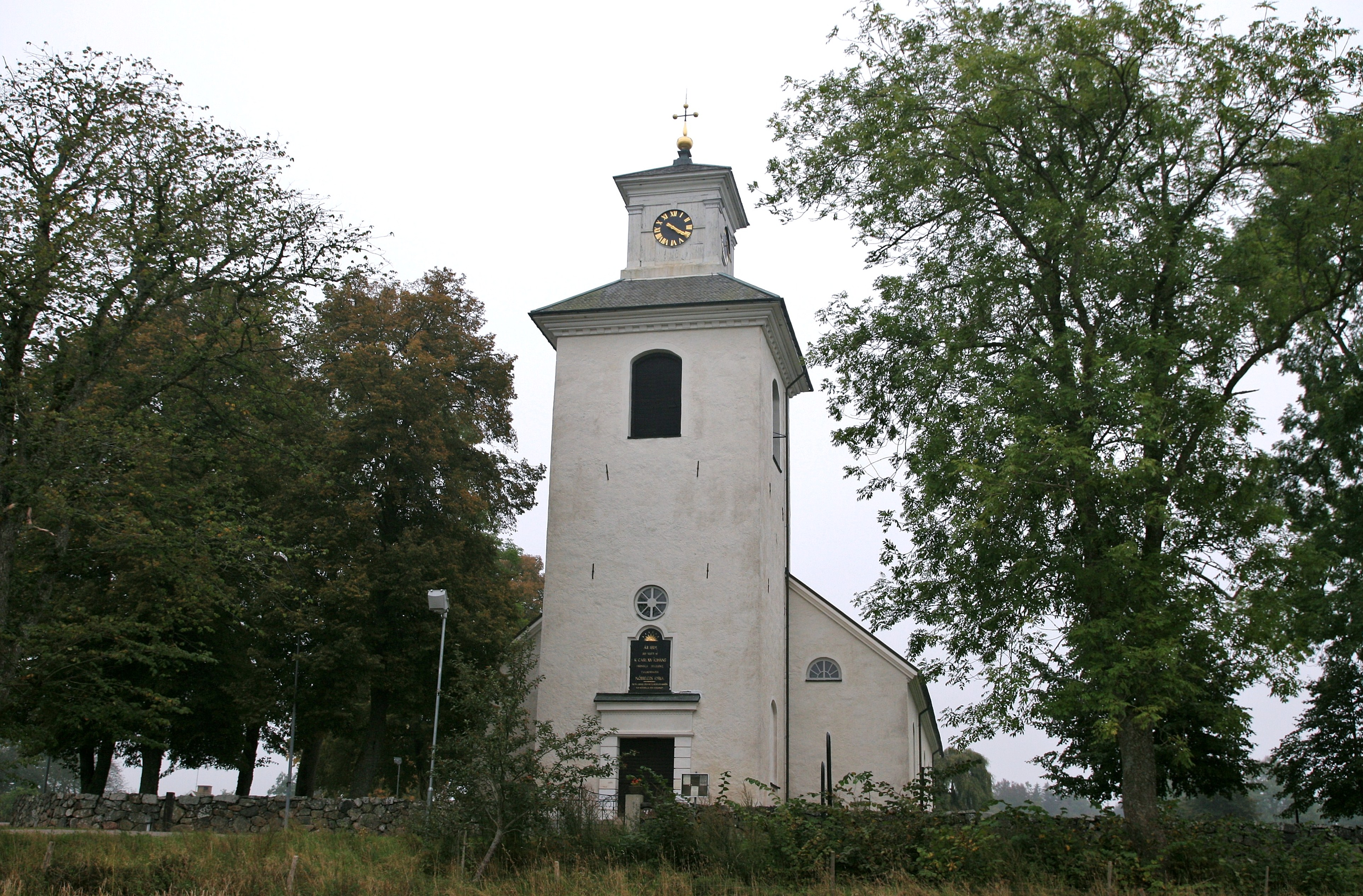
Kyrkan sedd från väster.
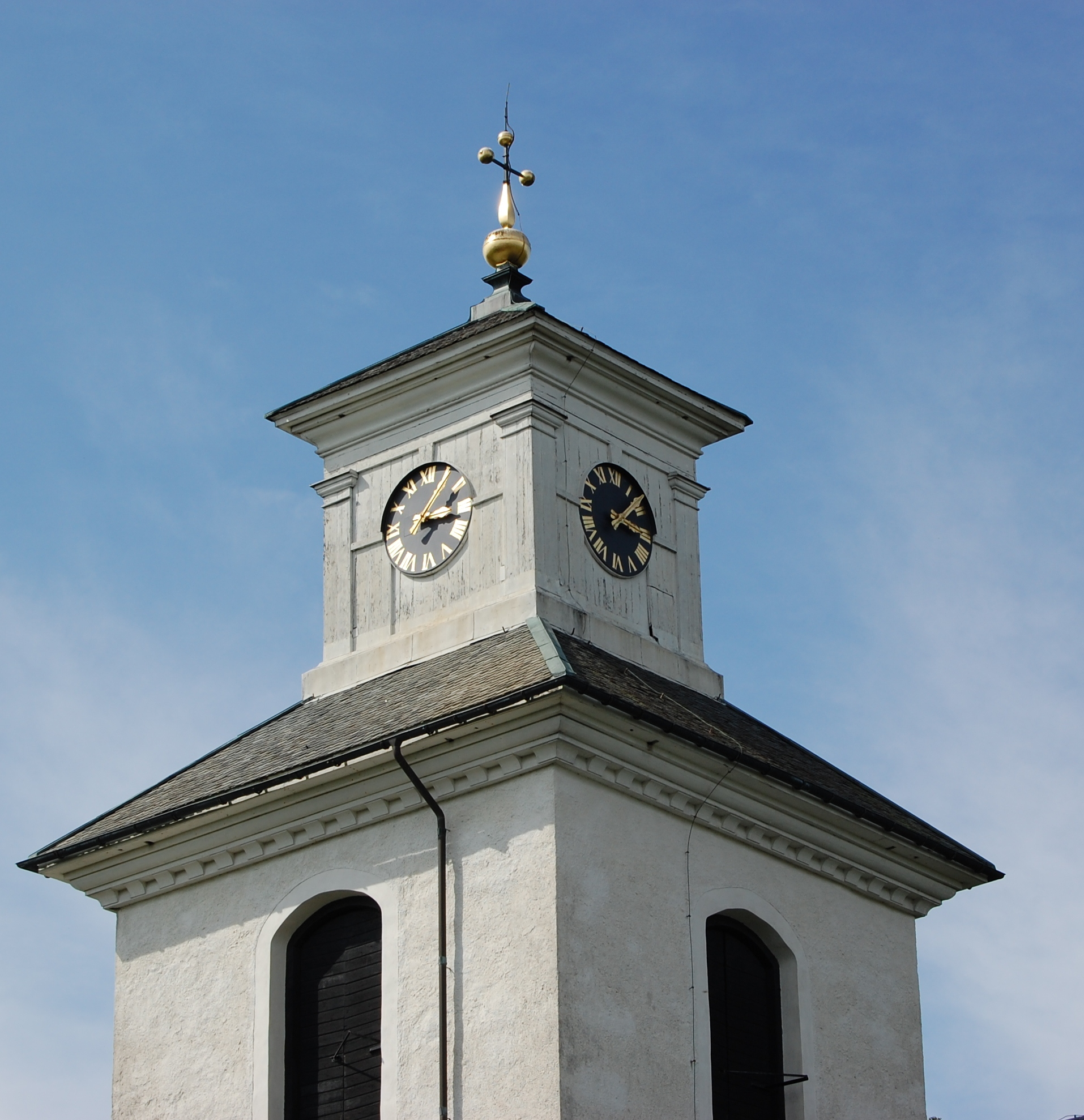
Lanterninen med tornur.
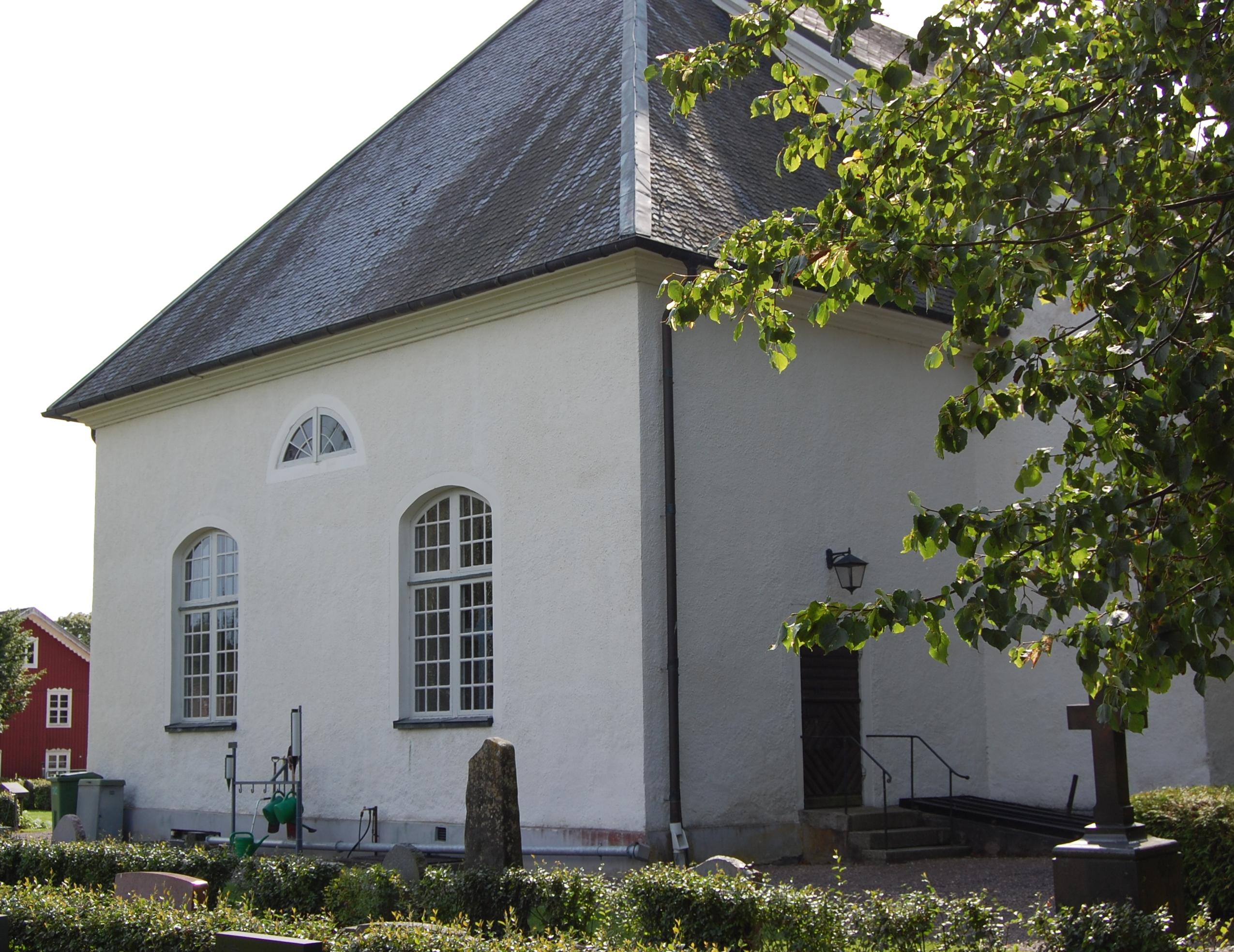
Sakristian i öster.
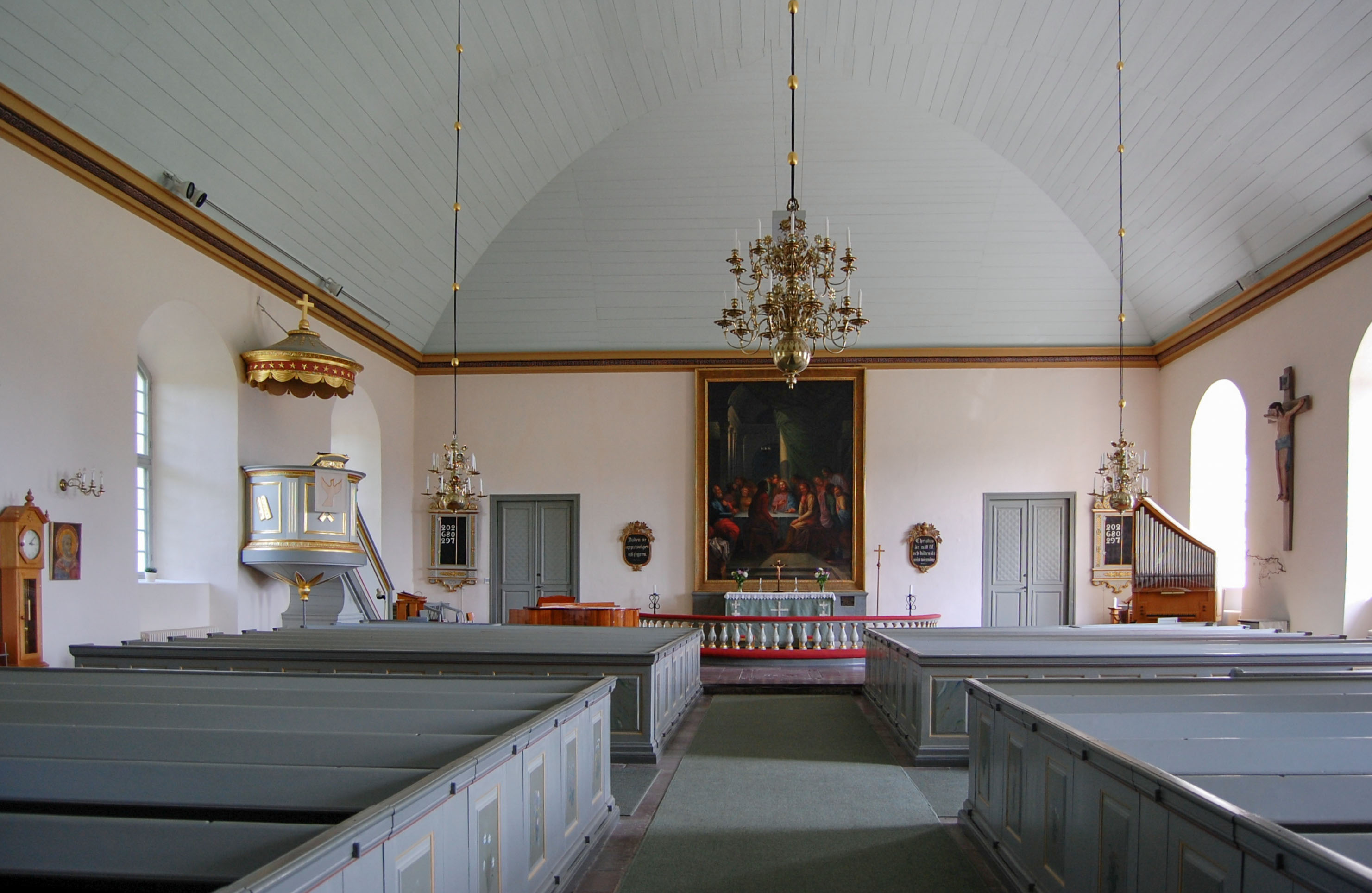
Interiör mot öster.
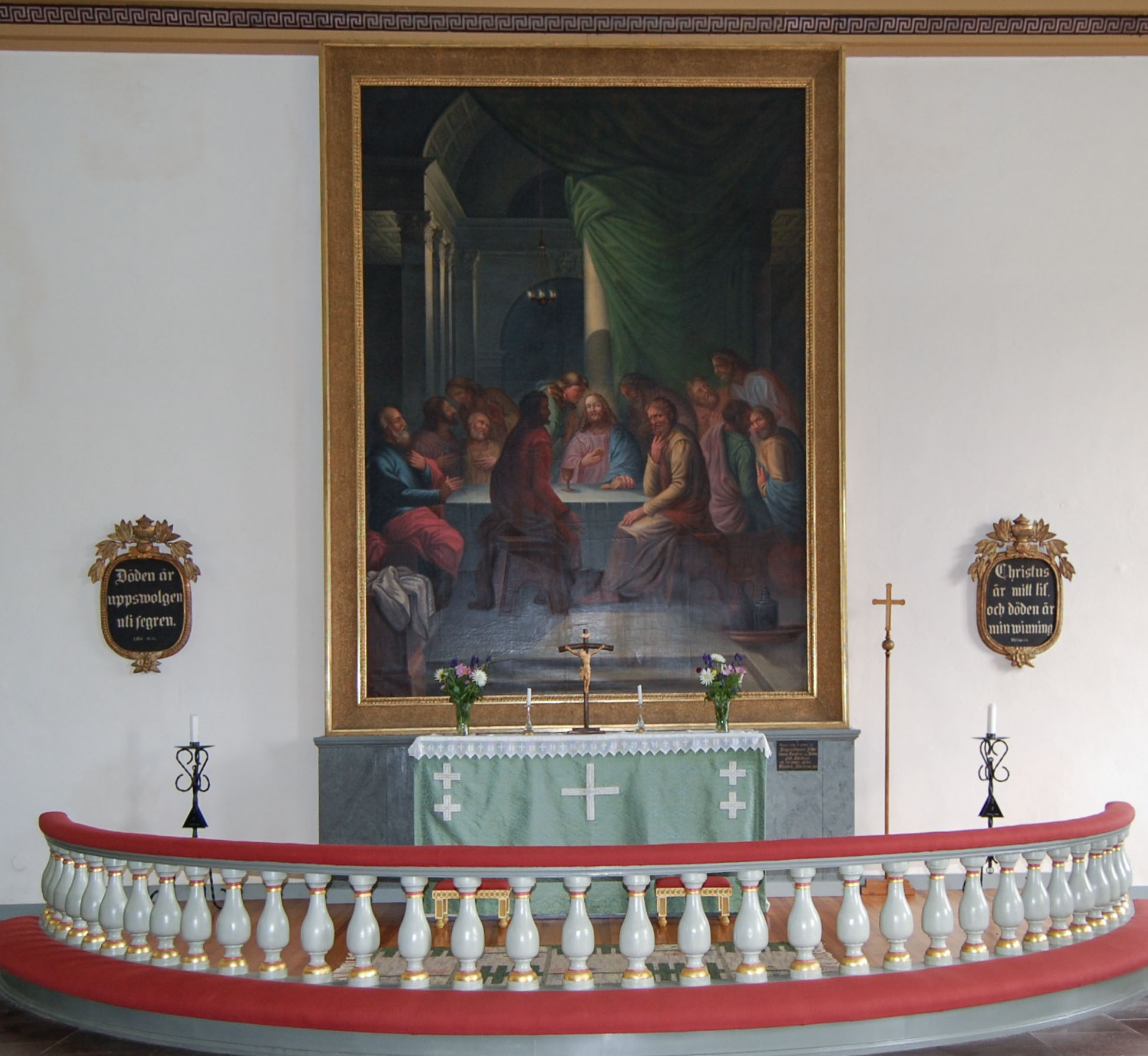
Koret med Salomon Anderssons altartavla:Nattvarden.
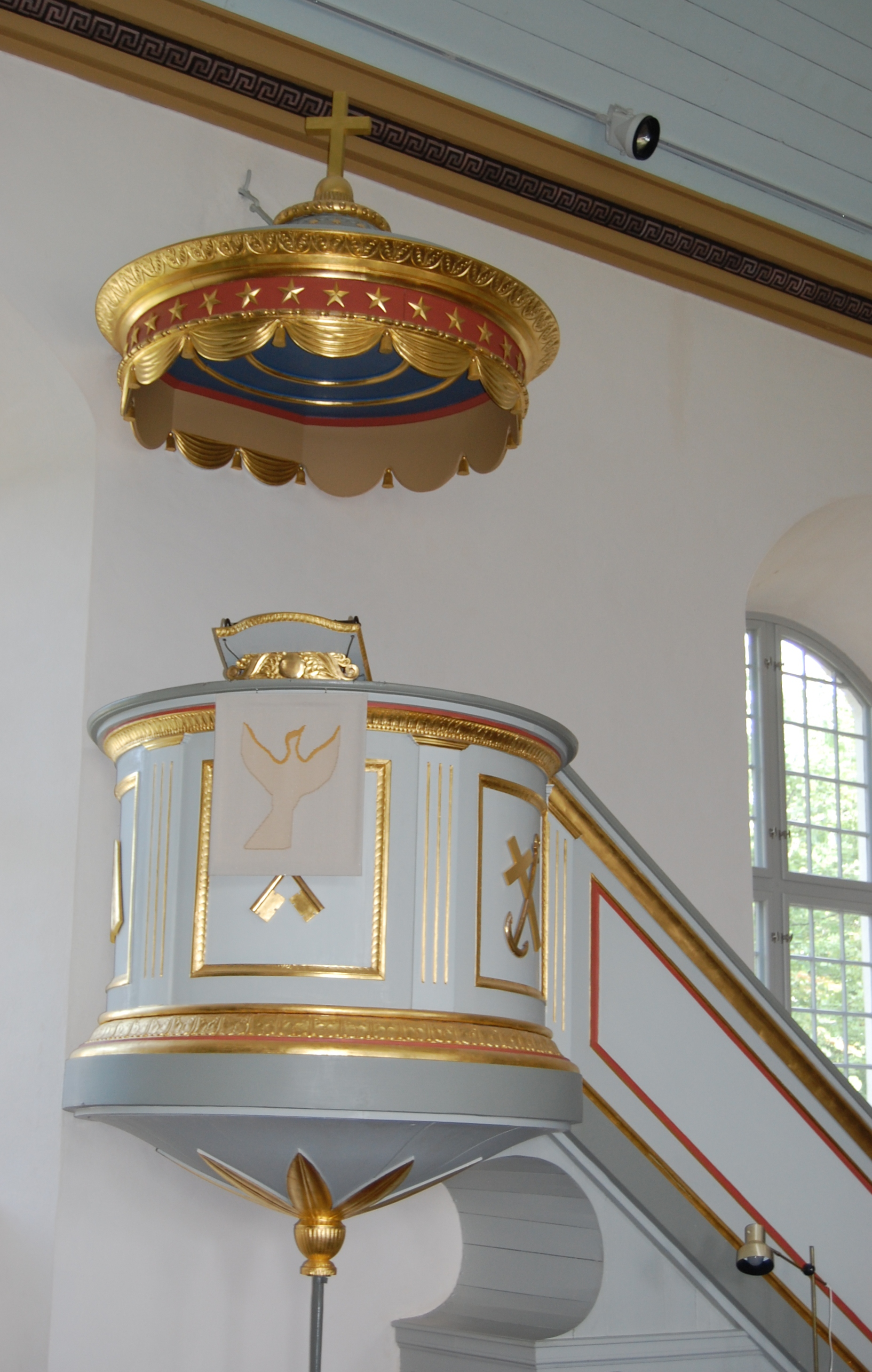
Predikstolen.
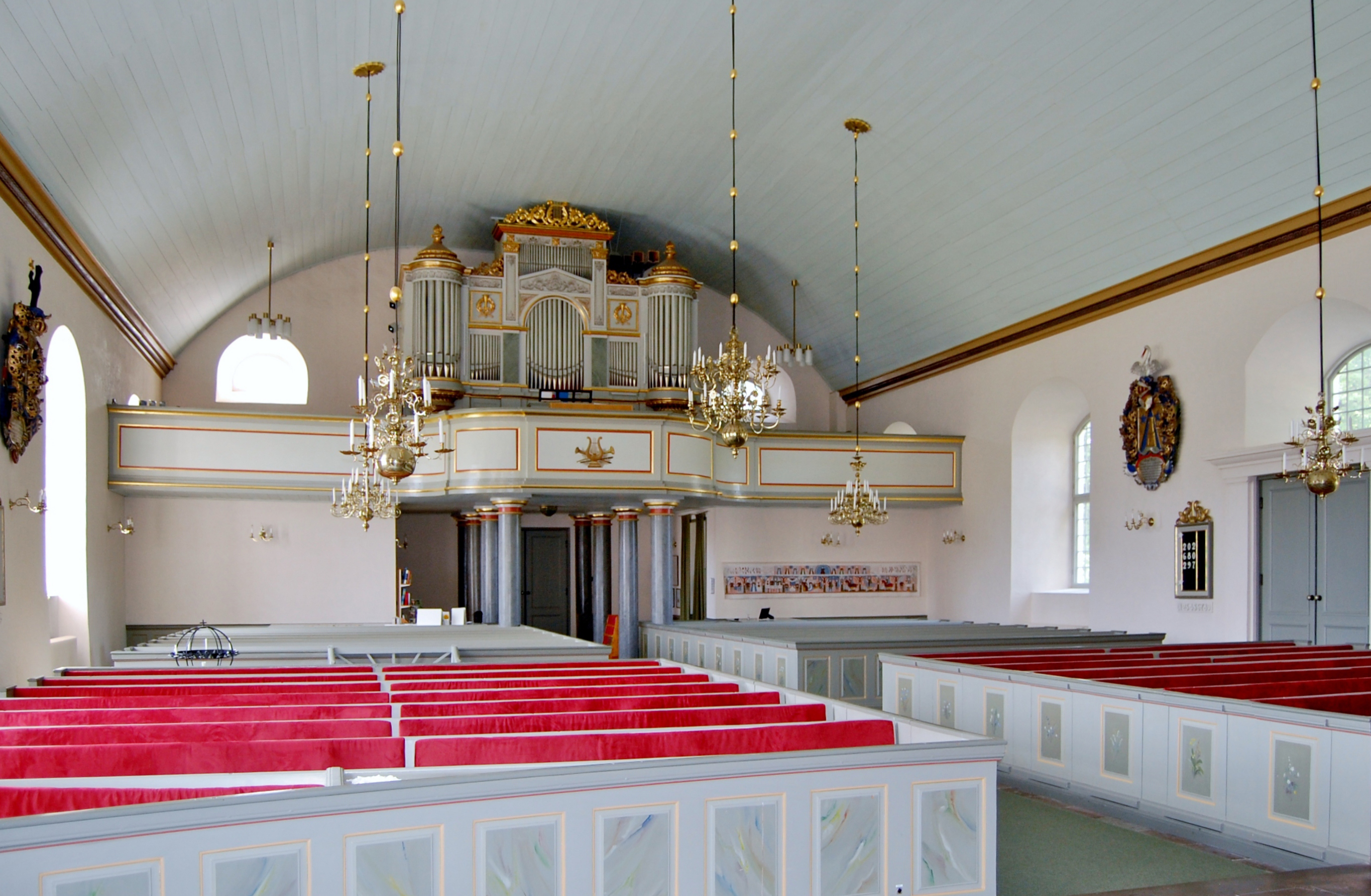
Kyrkorummet mot väster.
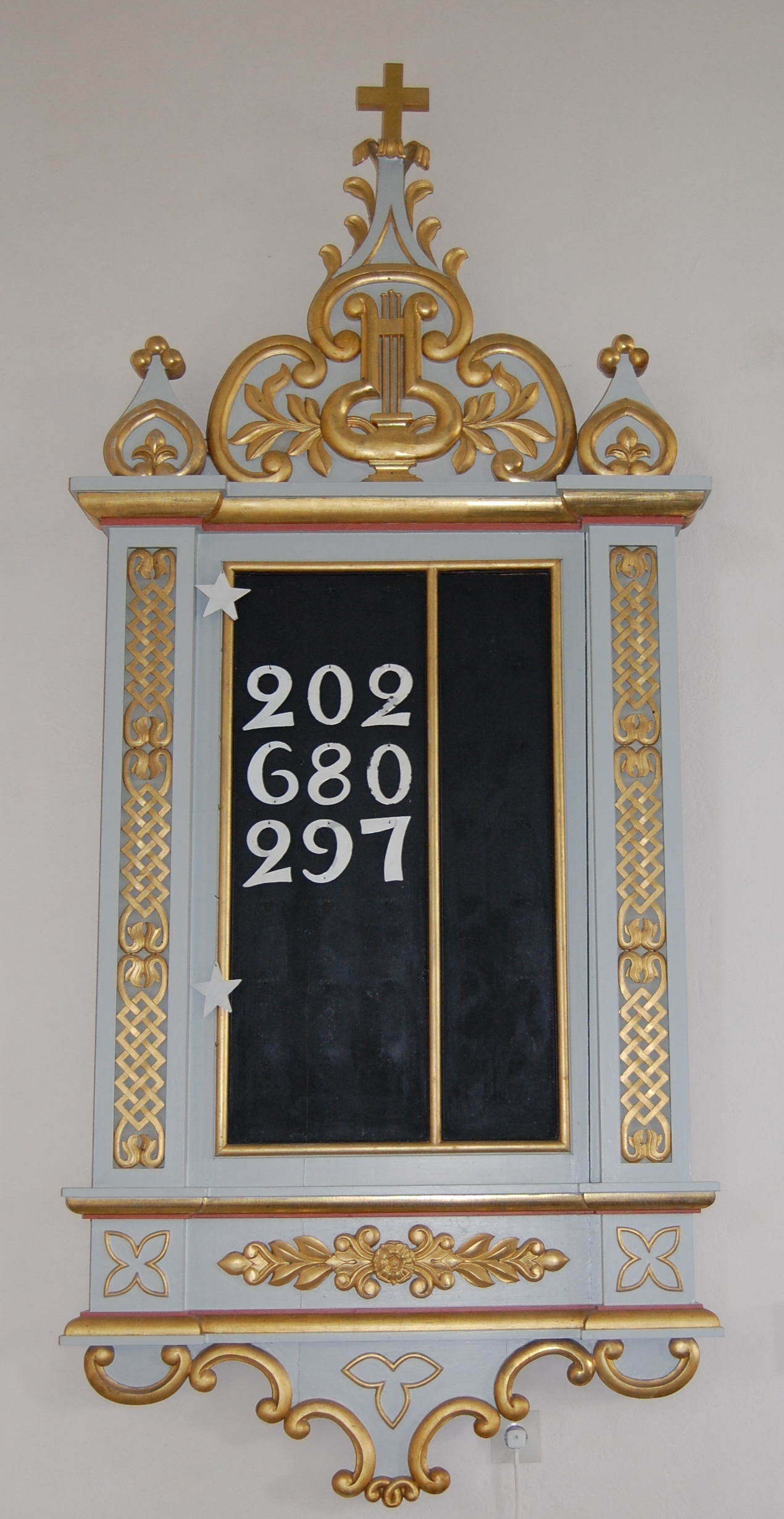
Rikt ornerad nummertavla.
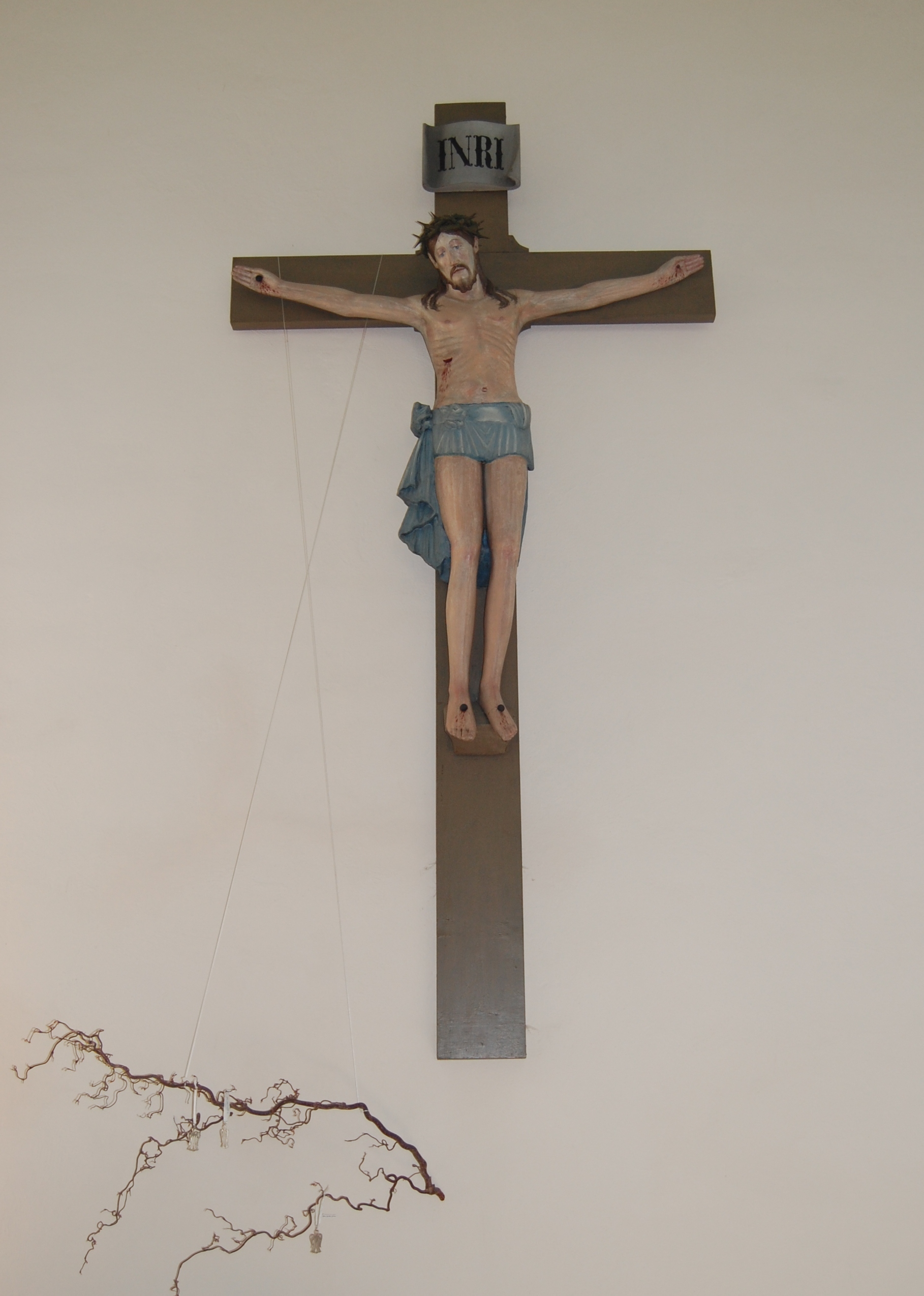
Medeltida Kristusbild.
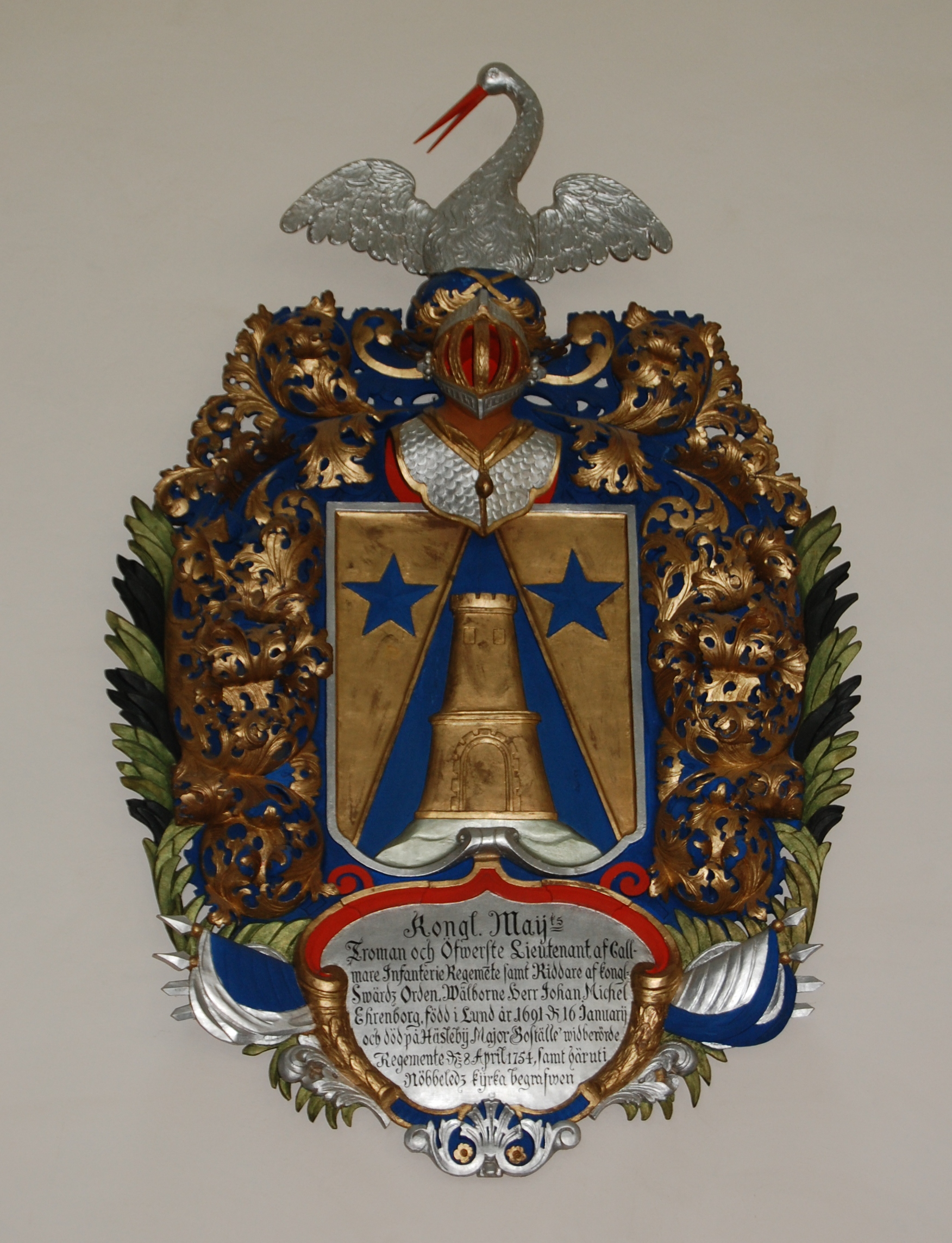
Begravningsvapen över överstelöjtnant Johan Michel Ehrenborg (1691–1754).
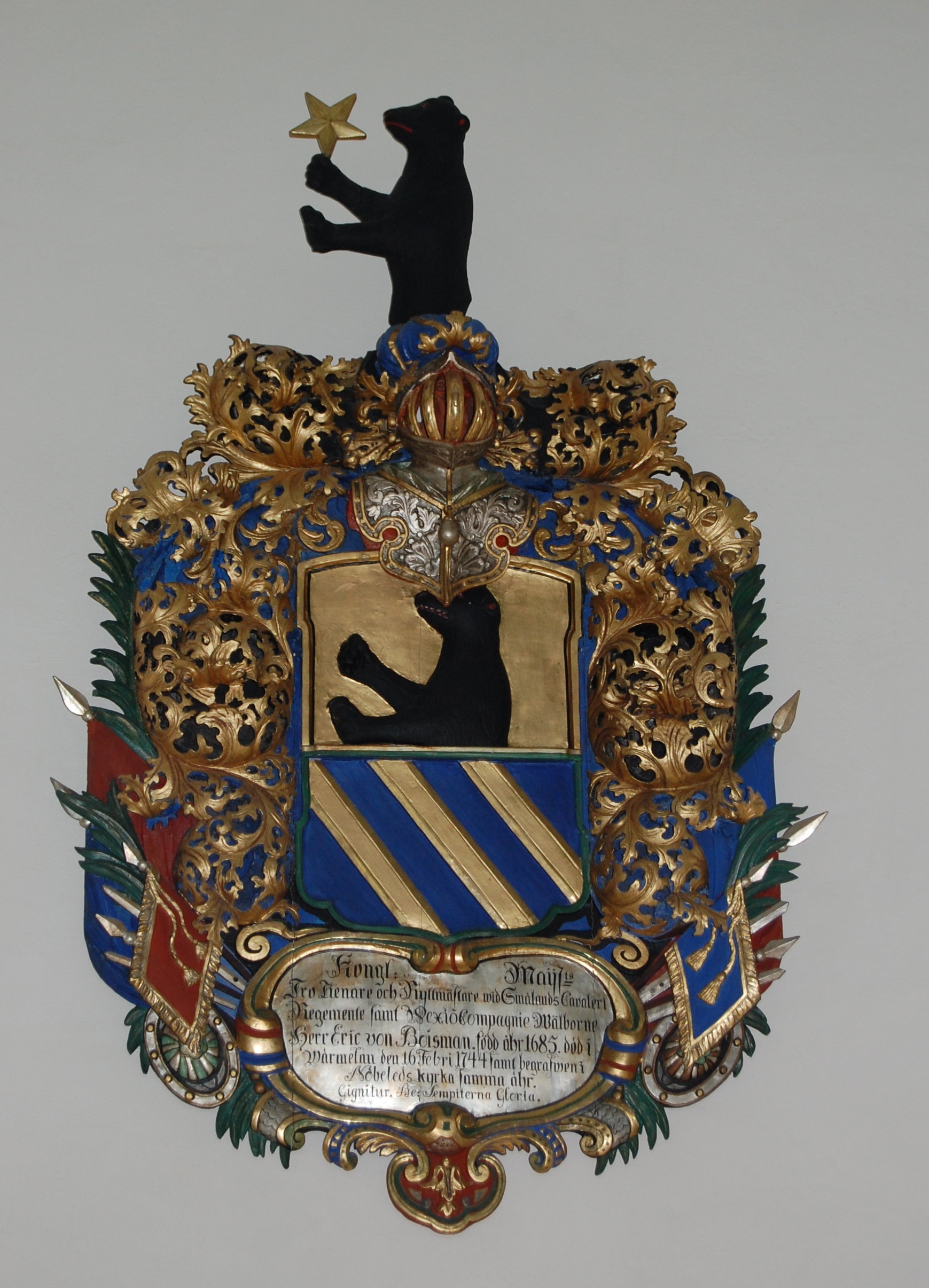
Begravningsvapen över ryttmästare Erik von Boisman (1685–1744), adlad von Boisman till Ulvåkraholm i Nöbbele socken.
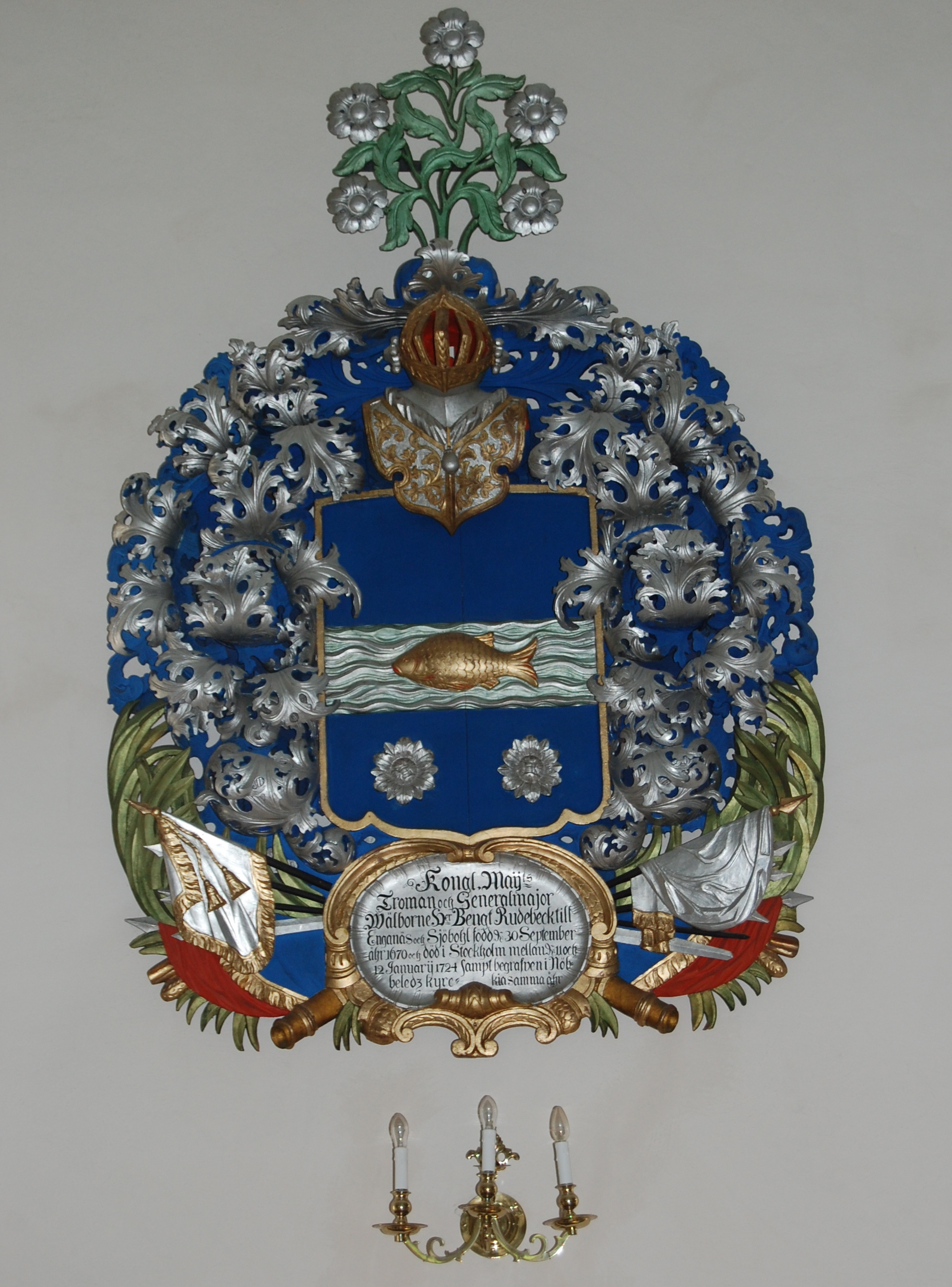
Begravningsvapen över generalmajor Bengt Rudebeck (1670–1724) till Sjöbol och Skärsjöhult samt Änganäs i Nöbbele socken, Kläcklinge i Kalvsviks socken och Fanhult i Virestads socken.

## Orgel

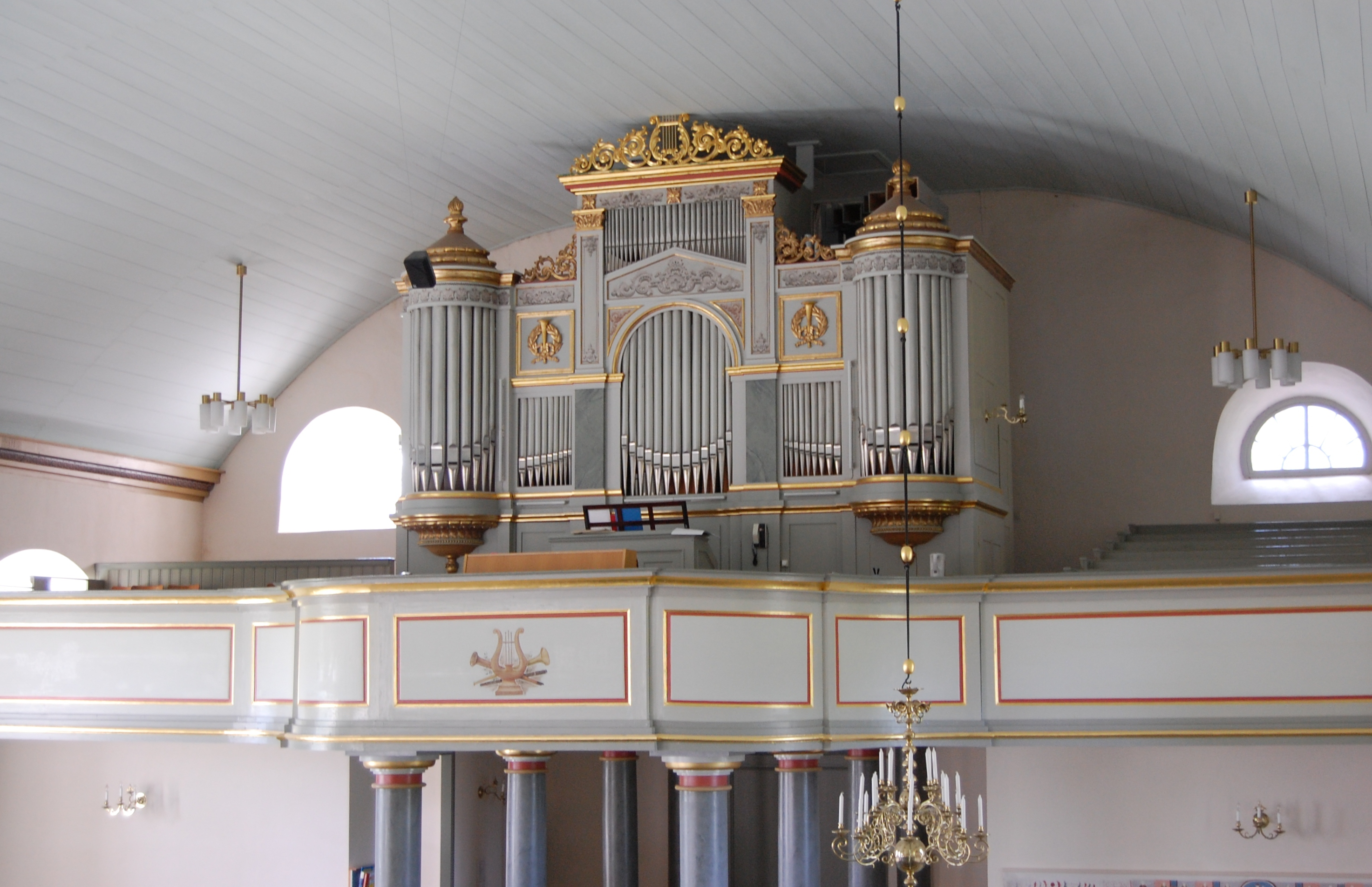
Läktarorgeln med fasad från 1868.

- Orgeln med 22 stämmor byggdes någon gång mellan 1863 och 1868 av församlingsborna Carl August Johansson i Broaryd och kantorn i Nöbbele, P. J. Holmqvist. Fasaden byggdes efter ritningar från Överintendentsämbetet.
- Orgelverket ersattes 1915 med ett nytt av byggt av Emil Wirell. Det renoverades och omdisponerades 1969 av J. Künkels Orgelverkstad. Orgeln är pneumatisk och har fasta kombinationer. Registersvällare finns.

| Huvudverk I     | Svällverk II      | Pedal      | Koppel |
| Borduna 16´     | Gedakt 8´         | Subbas 16´ | I/P    |
| Principal 8´    | Salicional 8´     | Pommer 8´  | II/P   |
| Gedackt 8´      | Principal 4´      | Flöjt 4´   | II/I   |
| Oktava 4´       | Täckflöjt 4'      | Basun 16´  | I 4'/I |
| Flöjt 4'        | Svegel 2'         |            |        |
| Kvinta 2 2⁄3'   | Nasat 1 1/3'      |            |        |
| Oktava 2'       | Scharf 3 chor     |            |        |
| Flöjt 2'        | Regal 8'          |            |        |
| Mixtur 3-4 chor | Crescendosvällare |            |        |
| Hörnlein 2 chor |                   |            |        |

## Kororgel
En kororgel anskaffades 1980, tillverkad av Västbo Orgelbyggeri. Orgeln är mekanisk.
| Manual       |
| Gedackt 8’   |
| Principal 4’ |
| Rörflöjt 4’  |
| Waldflöjt 2’ |
| Nasat 1 1/3' |